# Ліберато Какаче
Ліберато Какаче (англ. Liberato Cacace, нар. 27 вересня 2000, Веллінгтон) — новозеландський футболіст італійського походження, півзахисник італійського клубу «Емполі».

## Клубна кар'єра
Народився 27 вересня 2000 року в місті Веллінгтон. З 2016 року став виступати за резервну команду «Веллінгтон Фенікс» у чемпіонаті Нової Зеландії, а з 2018 року став виступати за першу команду «Веллінгтон Фенікс» у чемпіонаті Австралії. Станом на 20 травня 2019 року відіграв за команду з Веллінгтона 33 матчі в національному чемпіонаті.

## Виступи за збірні
2017 року у складі юнацької збірної Нової Зеландії до 17 років взяв участь у юнацькому чемпіонаті Океанії на Таїті, ставши переможцем турніру, а також юнацькому чемпіонаті світу в Індії, де команда не вийшла з групи.
У складі молодіжної збірної Нової Зеландії Какаче взяв участь у молодіжному чемпіонаті світу 2019 року у Польщі.
5 червня 2018 року дебютував в офіційних матчах у складі національної збірної Нової Зеландії в товариській грі проти Китайського Тайбею (1:0).
| Дата       | Місто                | Господарі     | Результат | Гості          | Турнір            | Голи | Примітки |
| ---------- | -------------------- | ------------- | --------- | -------------- | ----------------- | ---- | -------- |
| 5-6-2018   | Мумбаї               | Тайвань       | 0 – 1     | Нова Зеландія  | товариський матч  | -    | 90+6'    |
| 7-6-2018   | Мумбаї               | Індія         | 1 – 2     | Нова Зеландія  | товариський матч  | -    |          |
| 14-11-2019 | Дублін               | Ірландія      | 3 – 1     | Нова Зеландія  | товариський матч  | -    |          |
| 9-10-2021  | Ріффа                | Нова Зеландія | 2 – 1     | Кюрасао        | товариський матч  | -    | 90+6'    |
| 12-10-2021 | Ріффа                | Бахрейн       | 0 – 1     | Нова Зеландія  | товариський матч  | -    |          |
| 16-11-2021 | Абу-Дабі             | Нова Зеландія | 2 – 0     | Гамбія         | товариський матч  | -    | 90+5'    |
| 24-3-2022  | Доха                 | Нова Зеландія | 7 – 1     | Нова Каледонія | Відбір до ЧС 2022 | -    | 71'      |
| 27-3-2022  | Доха                 | Нова Зеландія | 1 – 0     | Таїті          | Відбір до ЧС 2022 | 1    | 51'      |
| 5-6-2022   | Курналя-да-Льобрегат | Перу          | 1 – 0     | Нова Зеландія  | товариський матч  | -    |          |
| Усього     |                      | Матчів        | 9         |                | Голів             | 1    |          |

## Титули і досягнення
- Переможець Юнацького чемпіонату ОФК: 2017